# A.C. Milan w sezonie 1983/1984

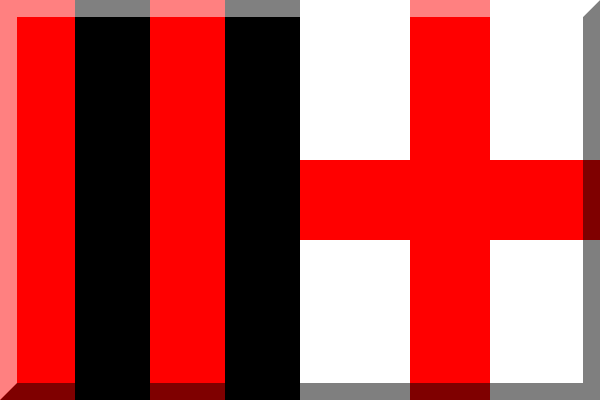
Klubowe barwy Milanu

Osiągnięcia i skład piłkarskiego zespołu A.C. Milan w sezonie 1983/84.

## Osiągnięcia
- Serie A: 8. miejsce
- Puchar Włoch: odpadnięcie w 1/4 finału

## Podstawowe dane
- Oficjalna nazwa klubu: Associazione Calcio Milan
- Siedziba klubu: Via F. Turati 3
- Boisko: San Siro
- Prezes klubu:  Giuseppe Farina
- Trener zespołu:  Ilario Castagner;  Italo Galbiati
- Kapitan drużyny:  Franco Baresi

## Skład zespołu
Bramkarze:
| Włochy | Ottorino Piotti |
| Włochy | Giulio Nuciari  |

Obrońcy:
| Włochy | Franco Baresi   |
| Włochy | Catello Cimmino |
| Włochy | Filippo Galli   |
| Belgia | Eric Gerets     |
| Włochy | Luigi Russo     |
| Włochy | Luciano Spinosi |
| Włochy | Daniele Tacconi |
| Włochy | Mauro Tassotti  |

Pomocnicy:
| Włochy | Sergio Battistini |
| Włochy | Gabriello Carotti |
| Włochy | Alberigo Evani    |
| Włochy | Andrea Icardi     |
| Włochy | Andrea Manzo      |
| Włochy | Vinicio Verza     |

Napastnicy:
| Anglia · Jamajka | Luther Blissett     |
| Włochy           | Oscar Damiani       |
| Włochy           | Giuseppe Incocciati |
| Włochy           | Ricardo Paciocco    |
| Włochy           | Paolo Valori        |